# NGC 4806
NGC 4806 é uma galáxia espiral barrada (SBc) localizada na direcção da constelação de Hydra. Possui uma declinação de -29° 30' 10" e uma ascensão recta de 12 horas, 56 minutos e 12,4 segundos.
A galáxia NGC 4806 foi descoberta em 30 de Março de 1835 por John Herschel.